# Romanów (rejon łucki)
Romanów  (ukr. Романів) – wieś położona na Ukrainie, w rejonie łuckim, w obwodzie wołyńskim, w 2001 r. liczyła 770 mieszkańców.